# Nils Ribbing (död 1580)
Nils Ribbing, död 1580, var en svensk ämbetsman.

## Biografi
Sven Ribbing var son till häradshövdingen Knut Ribbing och Kerstin Gustafsdotter Stierna. Han blev 20 april 1550 lagman i Älvsborgs län och blev 14 juli 1563 ståthållare på Jönköpings slott. Ribbing avled 1580 och begravdes tillsammans med sin fru på Torestorps kyrkogård.
Ribbing ägde gårdarna Svanserid, Limmared och Ribbingstorp i Naums socken.

### Familj
Ribbing var gift med Anna Olofsdotter (död 1579). Hon var dotter till häradshövdingen Olof Arvidsson (Stenbock) och Karin Haraldsdotter (Lake). De fick tillsammans barnen fogden Knut Ribbing, skeppshövidsmannen Christoffer Ribbing (död 1602), Anna Ribbing (död 1561) som var gift med riksrådet Anders Pedersson (Lilliehöök), Brita Ribbing (1530–1592) som var gift med krigsöversten Lars Pedersson (Hård af Segerstad), Catharina Ribbing som var gift med ståthållaren Brynte Birgersson (Lillie af Aspenäs) och Arvid Månsson Stierna, Christina Ribbing (1537–1593) som var gift med ståthållaren Arvid Göransson Svan och Marin Ribbing som var gift med ståthållaren Göran Eriksson Ulfsparre.